# Peder Hamdahl Næss
Peder N. Hamdahl Næss (født 19. juni 1971) er en norsk filminstruktør og manuskriptforfatter.
Peder Hamdahl Næss er søn af skuespilleren, filminstruktøren og manuskriptforfatteren Arne Lindtner Næss.

## Filmografi

### Instruktion
- 1998: Hotel Cæsar (TV-serie)
- 1998: Venner og fiender (TV-serie)

### Manuskript
- 1998: Hotel Cæsar – dialogforfatter og storyline
- 1998: Venner og fiender – norsk manusbearbejdelse
- 2001:Fox Grønland – episodeforfatter
- 2002: Far og sønn – episodeforfatter/bearbejdelse/oversættelse (som Peder H. Næss)

### Produktion
- 1998: Hotel Cæsar – projektleder TV 2

### Andet
- 1998: Hotel Cæsar – redaktør